# Briefmarken-Jahrgang 1964 der Deutschen Bundespost
Der Briefmarken-Jahrgang 1964 der Deutschen Bundespost umfasste 42 Sondermarken, von denen acht nur als Briefmarkenblock herausgegeben wurden, und neun Dauermarken.

## Liste der Ausgaben und Motive
Legende
- Bild: Eine bearbeitete Abbildung der genannten Marke. Das Verhältnis der Größe der Briefmarken zueinander ist in diesem Artikel annähernd maßstabsgerecht dargestellt. Sollten keine Marken abgebildet sein, liegt es daran, dass das Urheberrecht des Künstlers noch nicht erloschen ist.
- Beschreibung: Eine Kurzbeschreibung des Motivs und/oder des Ausgabegrundes. Bei ausgegebenen Serien oder Blocks werden die zusammengehörigen Beschreibungen mit einer Markierung versehen eingerückt.
- Wert: Der Frankaturwert der einzelnen Marke in Pfennig. Ein „+“ bedeutet, dass es sich um eine Zuschlagsmarke handelt (= Frankaturwert + Spende).
- Ausgabedatum: Das Datum des erstmaligen Verkaufs dieser Briefmarke.
- Gültig bis: Das Datum, an dem die Gültigkeit endete.
- Auflage: Soweit bekannt, wird hier die zum Verkauf angebotene Anzahl dieser Ausgabe angegeben.
- Entwurf: Soweit bekannt, wird hier angegeben, von wem der Entwurf dieser Marke stammt.
- Mi.-Nr.: Diese Briefmarke wird im Michel-Katalog unter der entsprechenden Nummer gelistet.

| Sondermarken | |                  |                       |                   |               |                                         |             |
| Bild         | Beschreibung | Werte in Pfennig | Ausgabe- datum (1964) | gültig bis        | Auflage       | Entwurf                                 | MiNr.       |
|              | Für die Jugend, Fische - Hering Clupea harengus                                                                                    | 10+5             | 10. April             | 31. Dezember 1965 | 6.600.000     | Reinhart Heinsdorff                     | 412         |
|              | - Rotbarsch Sebastes marinus | 15+5             | 10. April             | 31. Dezember 1965 | 6.900.000     | Reinhart Heinsdorff                     | 413         |
|              | - Karpfen Cyprinus carpio | 20+10            | 10. April             | 31. Dezember 1965 | 6.600.000     | Reinhart Heinsdorff                     | 414         |
|              | - Kabeljau Gadus morhua | 40+20            | 10. April             | 31. Dezember 1965 | 5.800.000     | Reinhart Heinsdorff                     | 415         |
|              | Hauptstädte der Länder der Bundesrepublik Deutschland - Hannover, Altes Rathaus                                                    | 20               | 29. April             | 31. Dezember 1966 | 30.000.000    | Heinz Schillinger und Hella Schillinger | 416         |
|              | - Hamburg, Hafen | 20               | 6. Mai                | 31. Dezember 1966 | 30.000.000    | Heinz Schillinger                       | 417         |
|              | - Kiel, Fährhafen | 20               | 6. Mai                | 31. Dezember 1966 | 30.000.000    | Heinz Schillinger                       | 418         |
|              | - München, Nationaltheater | 20               | 6. Mai                | 31. Dezember 1966 | 30.000.000    | Heinz Schillinger                       | 419         |
|              | - Wiesbaden, Kurhaus | 20               | 6. Mai                | 31. Dezember 1966 | 30.000.000    | Heinz Schillinger                       | 420         |
|              | - Berlin, Reichstag | 20               | 19. September         | 31. Dezember 1966 | 30.000.000    | Heinz Schillinger                       | 421         |
|              | - Mainz, Gutenberg-Museum | 20               | 25. September         | 31. Dezember 1966 | 30.000.000    | Heinz Schillinger                       | 422         |
|              | - Düsseldorf, Jan-Wellem-Denkmal                                                                                                   | 20               | 24. Oktober           | 31. Dezember 1966 | 30.000.000    | Heinz Schillinger                       | 423         |
|              | - Bonn, Rathaus | 20               | 17. Mai 1965          | 31. Dezember 1966 | 30.000.000    | Heinz Schillinger                       | 424         |
|              | - Bremen, Rathaus | 20               | 17. Mai 1965          | 31. Dezember 1966 | 30.000.000    | Heinz Schillinger                       | 425         |
|              | - Stuttgart, Stadtansicht | 20               | 17. Mai 1965          | 31. Dezember 1966 | 30.000.000    | Heinz Schillinger                       | 426         |
|              | - Saarbrücken, Ludwigskirche | 20               | 23. Oktober 1965      | 31. Dezember 1966 | 30.000.000    | Heinz Schillinger                       | 427         |
|              | 1200 Jahrfeier der Benediktinerabtei Ottobeuren Benediktiner-Kloster in der Vogelperspektive                                       | 20               | 29. Mai               | 31. Dezember 1965 | 20.000.000    | Eduard Ege                              | 428         |
|              | Wiederwahl des Bundespräsidenten Heinrich Lübke (1894–1972) - Amtszeit als Bundespräsident von 1959 bis 1969                       | 20               | 1. Juli               | 31. Dezember 1969 | 77.700.000    | Hermann Schardt                         | 429         |
|              | - Amtszeit als Bundespräsident von 1959 bis 1969                                                                                   | 40               | 1. Juli               | 31. Dezember 1969 | 41.100.000    | Hermann Schardt                         | 430         |
|              | Briefmarkenblock – 20. Jahrestag des Attentats auf Adolf Hitler vom 20. Juli 1944 - Sophie Scholl (1921–1943)                      | 20               | 20. Juli              | 31. Dezember 1966 | 6.941.000     | Erika und Gerd Aretz                    | Block 3 431 |
|              | - Ludwig Beck (1880–1944) | 20               | 20. Juli              | 31. Dezember 1966 | 6.941.000     | Erika und Gerd Aretz                    | 432         |
|              | - Dietrich Bonhoeffer (1906–1945)                                                                                                  | 20               | 20. Juli              | 31. Dezember 1966 | 6.941.000     | Erika und Gerd Aretz                    | 433         |
|              | - Alfred Delp (1907–1945) | 20               | 20. Juli              | 31. Dezember 1966 | 6.941.000     | Erika und Gerd Aretz                    | 434         |
|              | - Karl Friedrich Goerdeler (1884–1945)                                                                                             | 20               | 20. Juli              | 31. Dezember 1966 | 6.941.000     | Erika und Gerd Aretz                    | 435         |
|              | - Wilhelm Leuschner (1890–1944) | 20               | 20. Juli              | 31. Dezember 1966 | 6.941.000     | Erika und Gerd Aretz                    | 436         |
|              | - Helmuth James Graf von Moltke (1907–1945)                                                                                        | 20               | 20. Juli              | 31. Dezember 1966 | 6.941.000     | Erika und Gerd Aretz                    | 437         |
|              | - Claus Schenk Graf von Stauffenberg (1907–1944)                                                                                   | 20               | 20. Juli              | 31. Dezember 1966 | 6.941.000     | Erika und Gerd Aretz                    | 438         |
|              | Tagung des Reformierten Weltbundes in Frankfurt am Main Johannes Calvin (1509–1564)                                                | 20               | 3. August             | 31. Dezember 1966 | 20.000.000    | Karl Oskar Blase                        | 439         |
|              | Fortschritt in Technik und Wissenschaft - Benzolformel von Friedrich August Kekulé von Stradonitz                                  | 10               | 14. August            | 31. Dezember 1966 | 70.000.000    | Karl Oskar Blase                        | 440         |
|              | - Kernreaktor nach Otto Hahn | 15               | 14. August            | 31. Dezember 1966 | 70.000.000    | Karl Oskar Blase                        | 441         |
|              | - Gasmotor nach Nikolaus Otto | 20               | 14. August            | 31. Dezember 1966 | 70.000.000    | Karl Oskar Blase                        | 442         |
|              | 100. Todestag von Ferdinand Lassalle - Ferdinand Lassalle (1825–1864), Mitbegründer der Sozialdemokratischen Partei Deutschlands   | 20               | 31. August            | 31. Dezember 1966 | 30.000.000    | Rischka                                 | 443         |
|              | Deutscher Katholikentag in Stuttgart - stilisierte Sonne in quadratischem Rahmen aus Inschrift wandelt euch durch ein neues denken | 20               | 2. September          | 31. Dezember 1966 | 20.000.000    | Wilhelm Neufeld                         | 444         |
|              | Europamarken - stilisierte Blume mit CEPT                                                                                          | 15               | 14. September         | 31. Dezember 1966 | 30.000.000    | Georges Bétemps (F)                     | 445         |
|              | - stilisierte Blume mit CEPT | 20               | 14. September         | 31. Dezember 1966 | 70.000.000    | Georges Bétemps (F)                     | 446         |
|              | Wohlfahrtsmarken, Dornröschen Märchen der Brüder Grimm - Die böse Fee verflucht Dornröschen als Baby                               | 10+5             | 6. Oktober            | 31. Dezember 1966 | 45.496.000    | Holger Börnsen                          | 447         |
|              | - Am 16. Geburtstag sticht sich Dornröschen an der vergifteten Spindel der bösen Fee                                               | 15+5             | 6. Oktober            | 31. Dezember 1966 | 14.739.000    | Holger Börnsen                          | 448         |
|              | - Nach 100 Jahren findet ein Prinz Dornröschen, nachdem er sich durch eine Dornenhecke um das Schloss geschlagen hat               | 20+10            | 6. Oktober            | 31. Dezember 1966 | 16.678.000    | Holger Börnsen                          | 449         |
|              | - Im Schloss wachen alle wieder auf und der Koch gibt dem Küchenjungen eine Ohrfeige                                               | 40+20            | 6. Oktober            | 31. Dezember 1966 | 8.106.000     | Holger Börnsen                          | 450         |
|              | Olympische Sommerspiele in Tokio Judo, wurde neben Volleyball erstmals olympische Disziplin                                        | 20               | 10. Oktober           | 31. Dezember 1966 | 30.000.000    | Heinz und Hella Schillinger             | 451         |
|              | 250 Jahre Rechnungshof in Deutschland Preußischer Adler                                                                            | 20               | 30. Oktober           | 31. Dezember 1966 | 30.000.000    | Herbert Kern                            | 452         |
|              | Erster Todestag von John F. Kennedy John F. Kennedy, Präsident der Vereinigten Staaten                                             | 40               | 21. November          | 31. Dezember 1966 | 20.000.000    | Rudolf Gerhardt                         | 453         |
| Dauermarken  | |                  |                       |                   |               |                                         |             |
| Bild         | Beschreibung | Werte in Pfennig | Ausgabe- datum (1964) | gültig bis        | Auflage       | Entwurf                                 | MiNr.       |
|              | Dauermarken: Bedeutende Deutsche (Briefmarkenserie) - Franz Oppenheimer (1864–1943), Arzt, Soziologe, Nationalökonom und Zionist   | 90               | 3. August             | 31. Dezember 1970 | 40.000.000    | Michel + Kieser                         | 360         |
|              | Dauermarken: Deutsche Bauwerke aus zwölf Jahrhunderten - Wallpavillon des Zwinger in Dresden                                       | 10               | 12. März 1965         | 30. Juni 2002     | 1.210.000.000 | Otto Rohse                              | 454         |
|              | - Schloss Tegel in Berlin | 15               | 12. März 1965         | 30. Juni 2002     | 1.200.000.000 | Otto Rohse                              | 455         |
|              | - Torhalle in Lorsch | 20               | 12. März 1965         | 30. Juni 2002     | 2.500.000.000 | Otto Rohse                              | 456         |
|              | - Burg Trifels | 40               | 12. März 1965         | 30. Juni 2002     | 130.000.000   | Otto Rohse                              | 457         |
|              | - Schlosstor von Ellwangen | 50               | 15. Dezember          | 30. Juni 2002     | 250.000.000   | Otto Rohse                              | 458         |
|              | - Treptower Tor in Neubrandenburg                                                                                                  | 60               | 15. Dezember          | 30. Juni 2002     | 34.000.000    | Otto Rohse                              | 459         |
|              | - Osthofentor in Soest | 70               | 29. Mai 1965          | 30. Juni 2002     | 60.000.000    | Otto Rohse                              | 460         |
|              | - Ellinger Tor in Weißenburg in Bayern                                                                                             | 80               | 15. Dezember          | 30. Juni 2002     | 135.000.000   | Otto Rohse                              | 461         |

## Besonderheiten
Der Block „Widerstandskämpfer“ war als nicht frankaturgültig bekanntgemacht worden, gültig sollten nur die ausgetrennten Einzelmarken sein. Im täglichen Betrieb wurden jedoch auch Sendungen mit aufgeklebten ganzen Blöcken unbeanstandet befördert und auch nicht mit Nachporto belegt.